# Karl Glusman
Karl Glusman, född 3 januari 1988 i Bronx, New York, är en amerikansk skådespelare.
Glusman har bland annat medverkat i filmerna Greyhound, Civil War och Reptile.

## Filmografi (i urval)
- 2020 – Greyhound
- 2022 – Watcher
- 2023 – The Bikeriders
- 2023 – Reptile
- 2024 – Civil War
- 2025 – The Running Man